# Lophospiza
Lophospiza — рід азійських хижих птахів родини яструбових (Accipitridae). Це єдиний рід підродини Lophospizinae. Два види, включені в цей рід, раніше були включені в рід Accipiter.

## Таксономія
Рід Lophospiza був представлений у 1844 році німецьким натуралістом Йоганном Якобом Каупом із Falco trivirgatus Temminck як типовим видом. Назва поєднує в собі давньогрецьке λοφος (lophos), що означає «гребінь», і σπιζιας (spizias), що означає «яструб».
Рід включає два види:
- Яструб чубатий (Lophospiza trivirgata)
- Яструб сулавеський (Lophospiza griseiceps)

Обидва види раніше були класифіковані в роду Accipiter, але молекулярно-філогенетичні дослідження показали, що Accipiter був поліфілетичним. Під час перегрупування для створення монофілетичних родів ці два види були перенесені до відродженого роду Lophospiza.